# DN24B
De DN24B (Drum Național 24B of Nationale weg 24B) is een weg in Roemenië. Hij loopt van Crasna via Huși en Albița naar Moldavië. De weg is 49 kilometer lang. In Moldavië loopt de weg als M1 verder naar Chisinau.

## Europese wegen
De volgende Europese weg loopt met de DN24B mee:
- Crasna - Moldavië